# Wiktor Brodzki

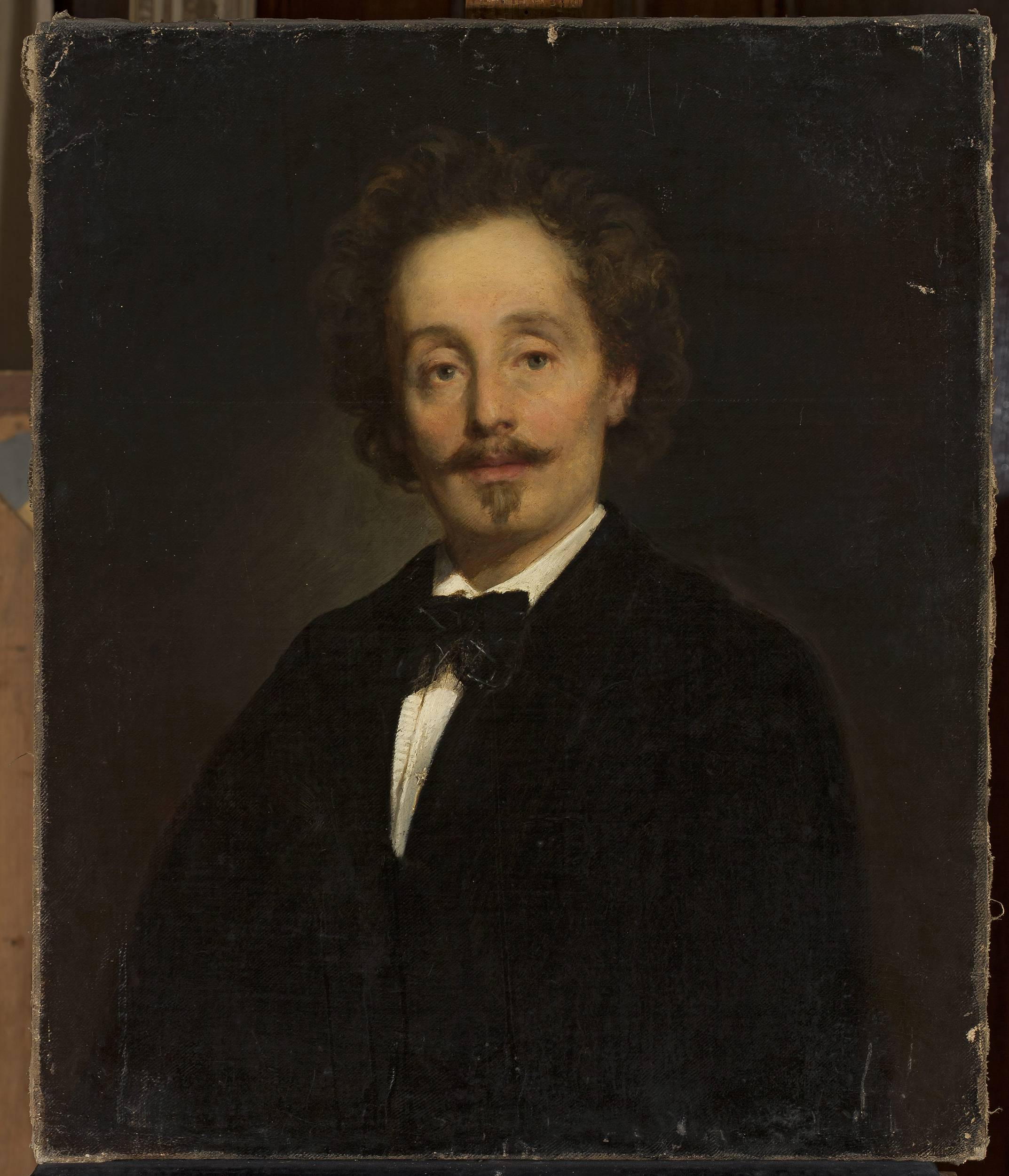
Wiktor Brodzki (Karol Miller, Nationalmuseum Warschau)

Wiktor Petrowitsch Brodzki (russisch Виктор Петрович Бродзкий; * 1826 in Ochotowze bei Owrutsch, Gouvernement Wolhynien; † 9. Oktober 1904 in Rom) war ein polnisch-russischer Bildhauer und Hochschullehrer.

## Leben
Wiktor Brodzki wuchs in Owrutsch auf und besuchte das Gymnasium in Schytomyr. Er begann 1848 das Studium in St. Petersburg an der Kaiserlichen Akademie der Künste (IACh) bei Iwan Witali. Bereits 1849 stellte er auf der Akademie-Ausstellung seine Kopie der Laokoon-Gruppe vor. 1853 erhielt er die kleine Goldmedaille für seine Adonis-Statue. Dann schuf er eine Basrelief-Büste der Großfürstin Alexandra Iossifowna und eine Büste des Komponisten Apolinary Kątski. Nach dem Abschluss des Studiums 1853 reiste er auf eigene Kosten zum weiteren Studium nach Italien. 1857 erhielt er auf Veranlassung der damaligen Akademie-Präsidentin  Großfürstin Marija Nikolajewna ein Vierjahresstipendium für weiteres Arbeiten in Rom.
1861 kehrte Brodzki nach St. Petersburg zurück und wurde für seine Skulpturen des schlafenden und erwachenden Amors und des auf einem Ast schaukelnden Zephyrs zum Akademiker der IACh ernannt. Es folgte 1868 die Ernennung zum Professor. Seitdem war er Ehrenprofessor der IACh.
Ab 1870 beteiligte Brodzki sich nicht mehr an Ausstellungen und ließ sich dann in Rom nieder.
Brodzki starb am 9. Oktober 1904 in Rom und wurde auf dem Campo Verano begraben.

## Werke (Auswahl)

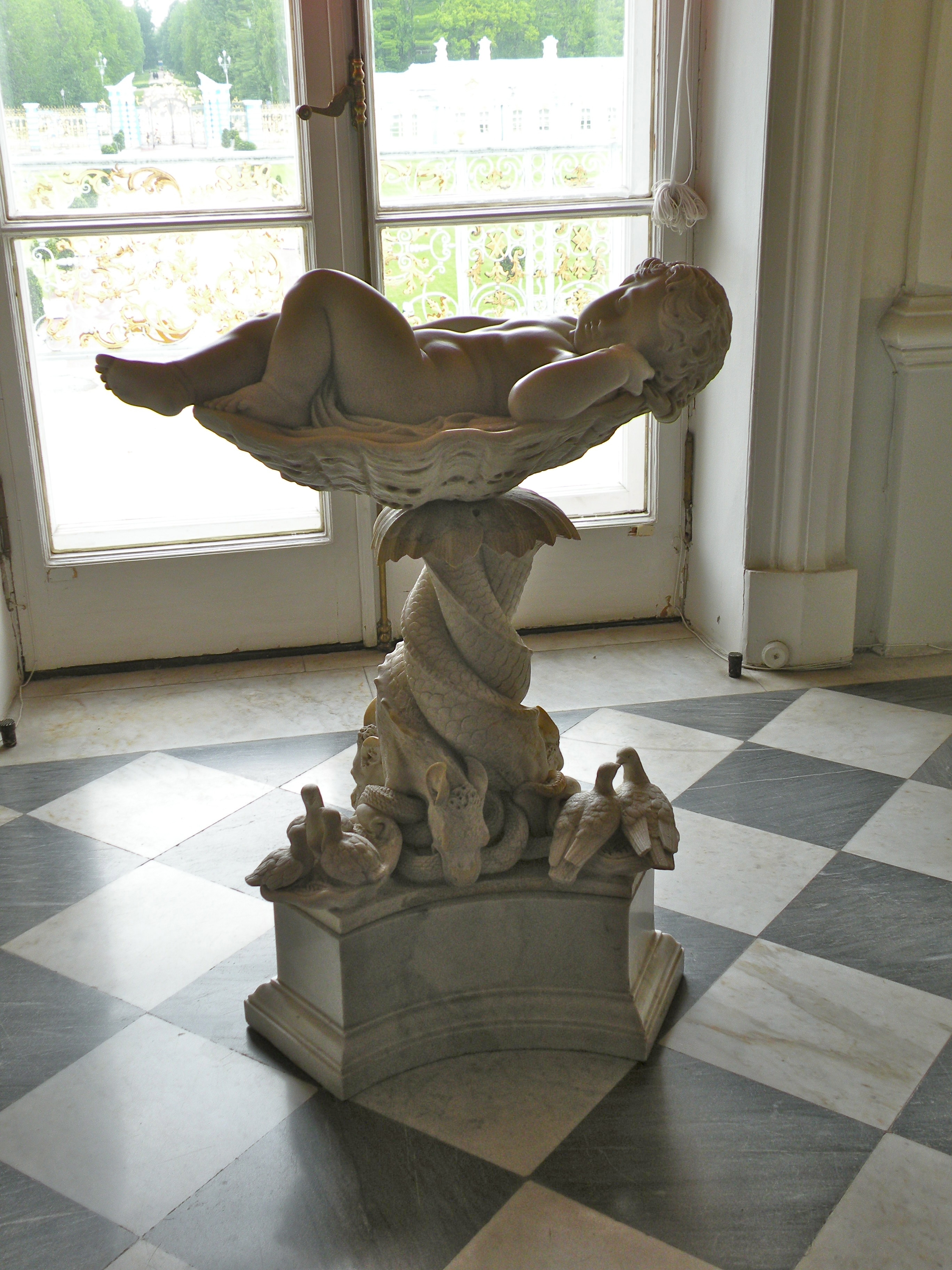
Schlafender Amor (1860), Katharinenpalast, Zarskoje Selo
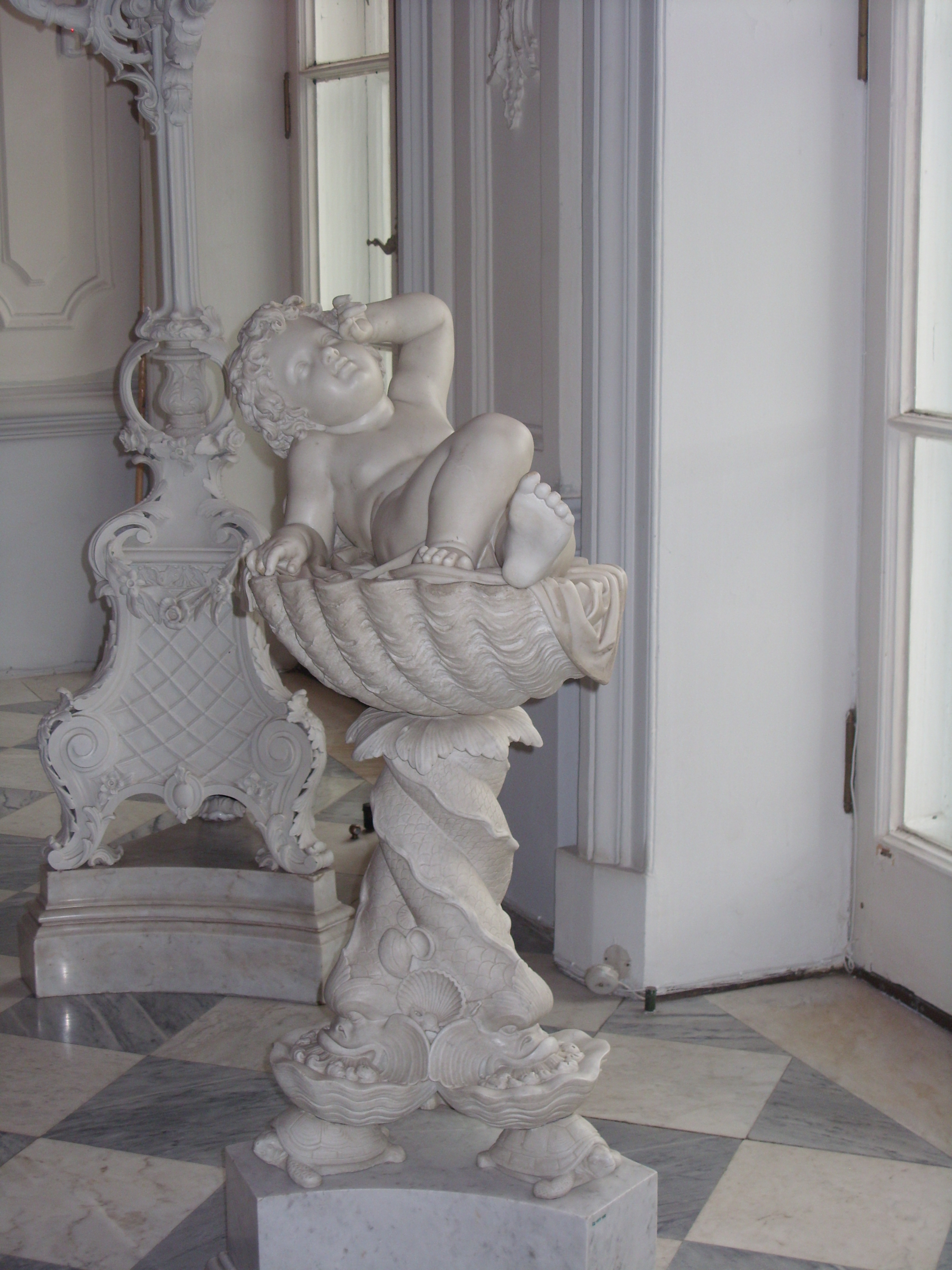
Erwachender Amor (1860), Katharinenpalast, Zarskoje Selo
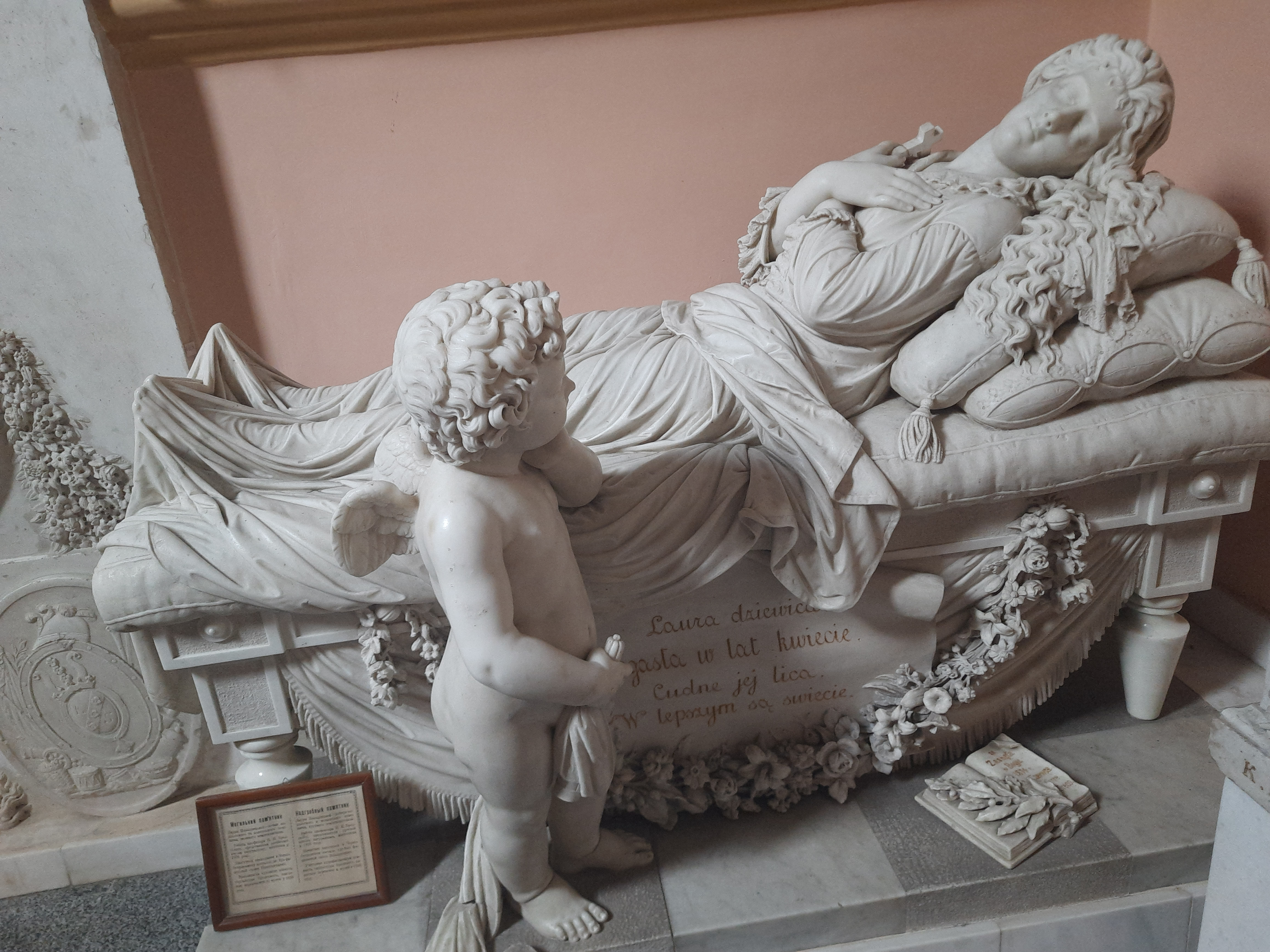
Grabmal der Laura Przeździecka (1874), ursprünglich in der Przeździecki-Kirche in Tschornyj Ostriw, seit 1938 in der Peter-und-Paul-Kathedrale in Kamjanez-Podilskyj
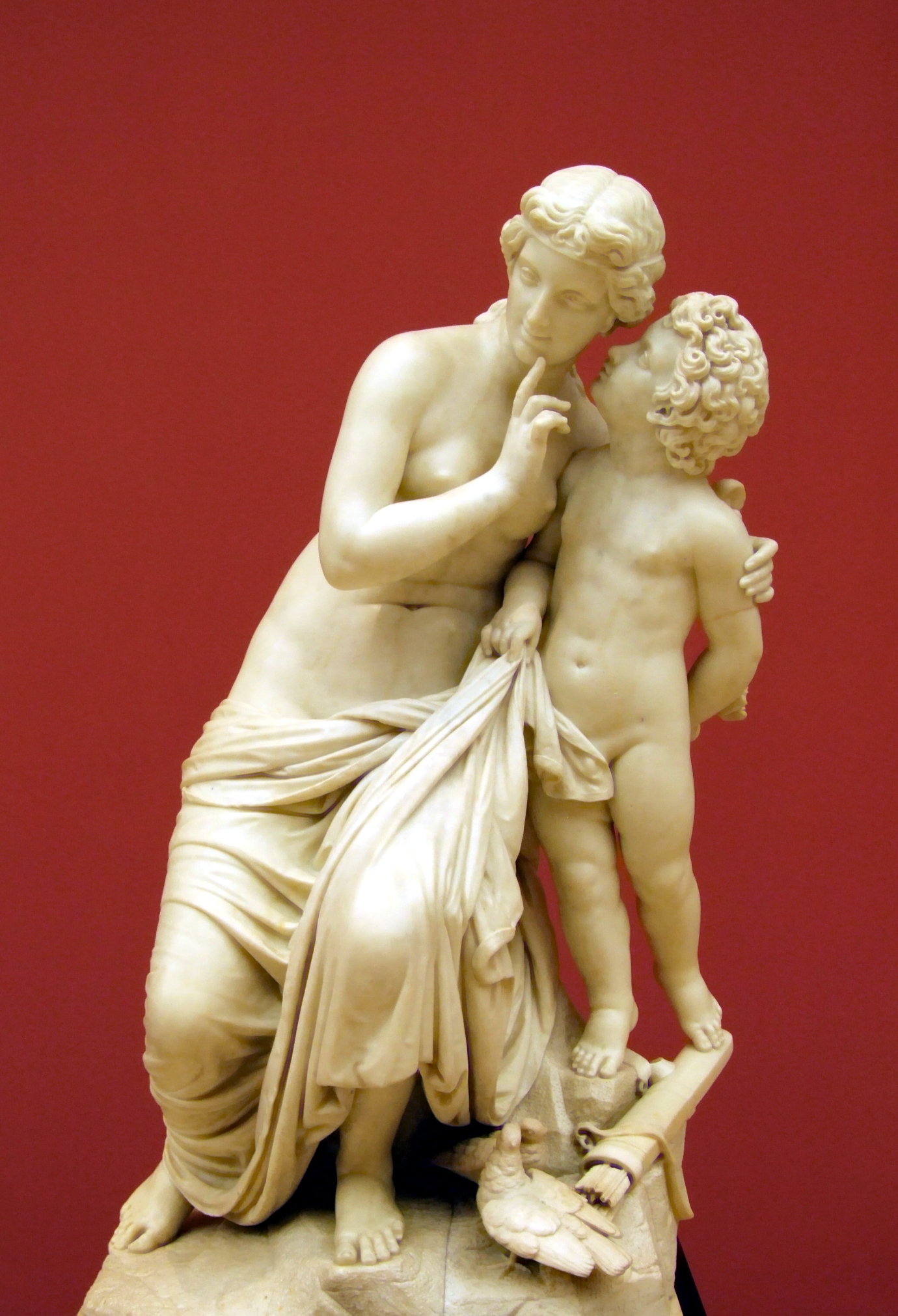
Erstes Liebesgeflüster (1881), Nationalmuseum in Krakau
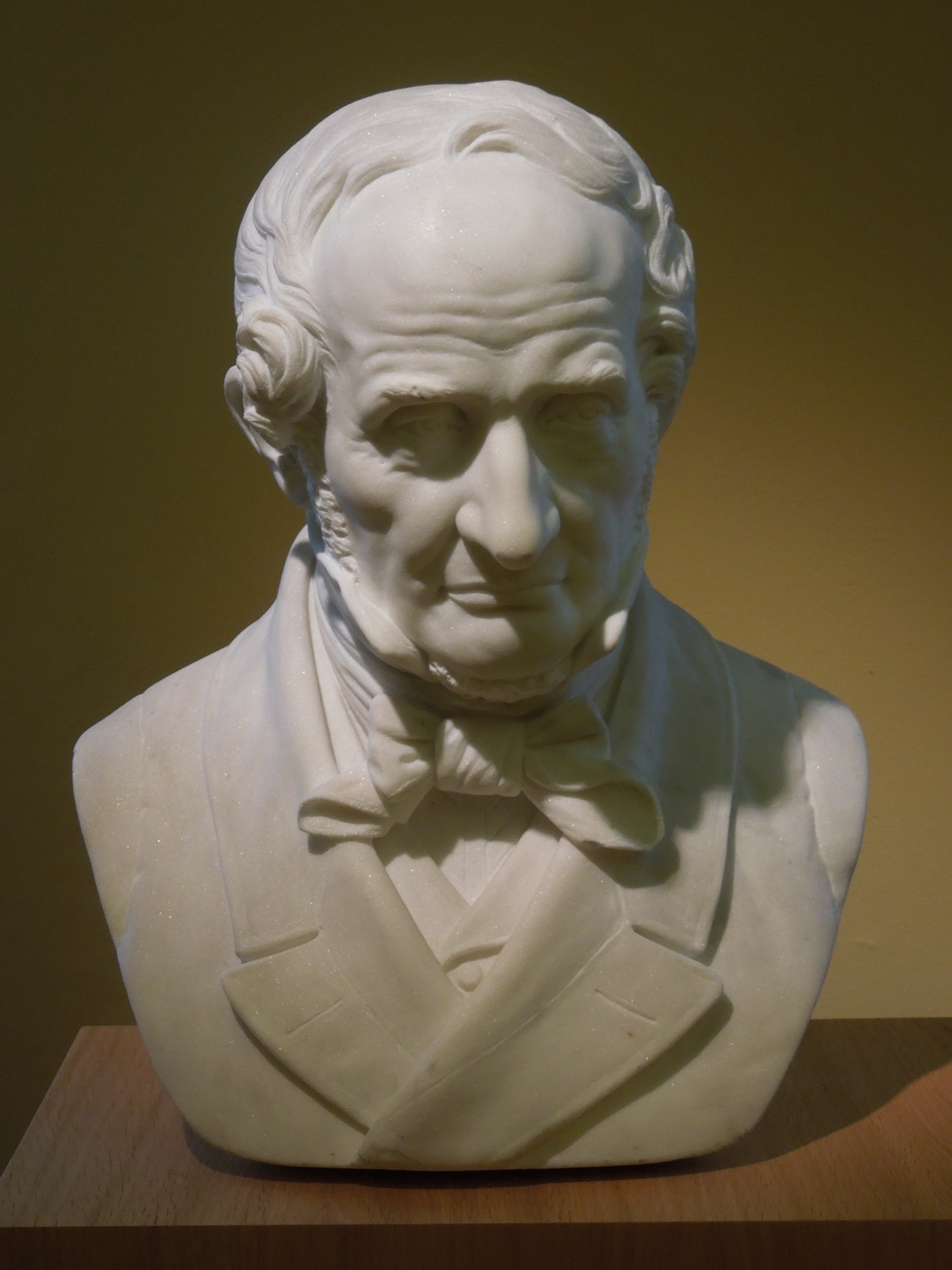
Alter Mann (1885), Nationalmuseum Breslau